# جزيرة كارانغ غوسونغ
جزيرة كارانغ غوسونغ وهي جزيرة من جزر إندونيسيا، وتقع في إقليم جاوة الوسطى.